# Toluidinblau
Toluidinblau, auch als Toloniumchlorid bezeichnet, ist ein blauer kationischer Farbstoff, der zur histologischen und intravitalen Färbung eingesetzt wird. Daneben ist Toluidinblau ein Antidot bei Vergiftungen mit Methämoglobinbildnern.

## Struktur
Für Toluidinblau lassen sich drei mesomere Grenzstrukturen formulieren, bei denen sich die positive Ladung bei den beiden Aminogruppen, bzw. im Thiazinium-Ring befindet.

## Histologie

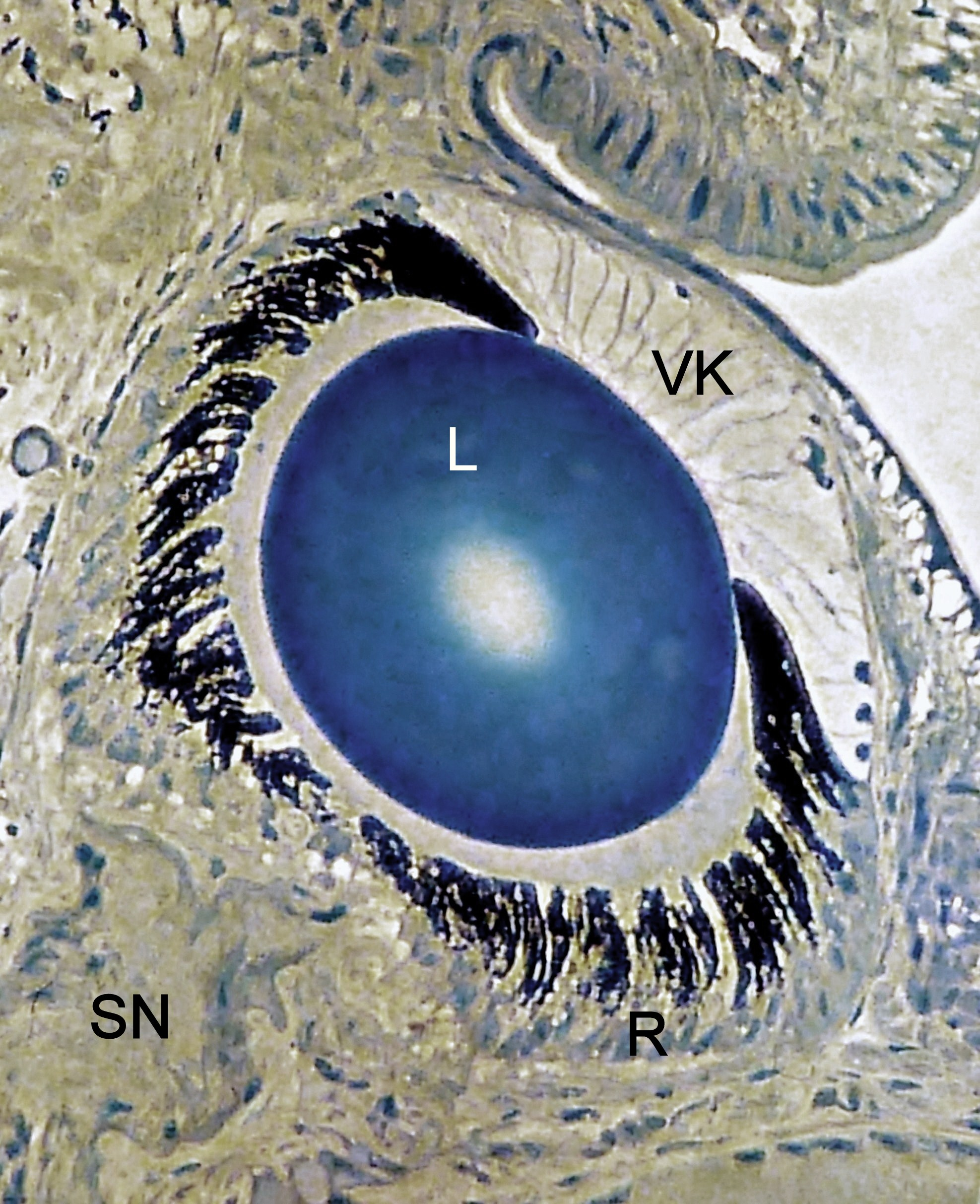
Mikroskopisches Schnittbild eines Schneckenauges nach Toluidinblau-Färbung. VK vordere Augenkammer, L Linse, R Retina, SN Sehnerv. Epoxid-Einbettung

Die Färbung mit Toluidinblau ist auch für Präparate, die in Epoxidharz eingebettet sind, geeignet. Im Gegensatz zu vielen anderen Farbstoffen ist Toluidinblau in der Lage, in das dichte Epoxidharz einzudringen und die eingeschlossenen Gewebe in unterschiedlichen Blautönen zu färben. Die unterschiedliche Blautönung entspricht dabei der relativen Elektronendichte des untersuchten Materials. Besondere Anwendung findet die Toluidinblaufärbung daher unter anderem bei der Toluidinblau-Färbung und in der lichtmikroskopischen Voruntersuchung von elektronenmikroskopischen Schnitten.

## Intravitale Färbung
Der Toluidinblautest dient der Unterscheidung von gutartigen und präkanzerösen Leukoplakien. Das betroffene Schleimhautareal wird hierfür mit Toluidinblau angefärbt. Bleibt die Blaufärbung auch nach einer Reinigung mit verdünnter Essigsäure bestehen, kann dies ein Anhaltspunkt für eine gestörte Verhornung der Schleimhaut sein. Der Nachteil dieser Methode liegt in seiner geringen Spezifität.
Weiters wird die Toluidinblaufärbung im Rahmen rechtsmedizinischer Untersuchungen zur Evaluierung bzw. zum Nachweis vaginaler Verletzungen nach gewaltsamer Penetration (Vergewaltigung) verwendet. Sie ist Teil des so genannten „Sexual Assault Care Kit“.

## Verwendung als Antidot
Bei Methämoglobinämie kann Toluidinblau als Antidot verabreicht werden, um die physiologische Reduktion des Methämoglobins zu beschleunigen.